# Threnia microtelus
Threnia microtelus là một loài ruồi trong họ Asilidae. Threnia microtelus được Wulp miêu tả năm 1898. Loài này phân bố ở miền Ấn Độ - Mã Lai.